# Bot de Wikipedia

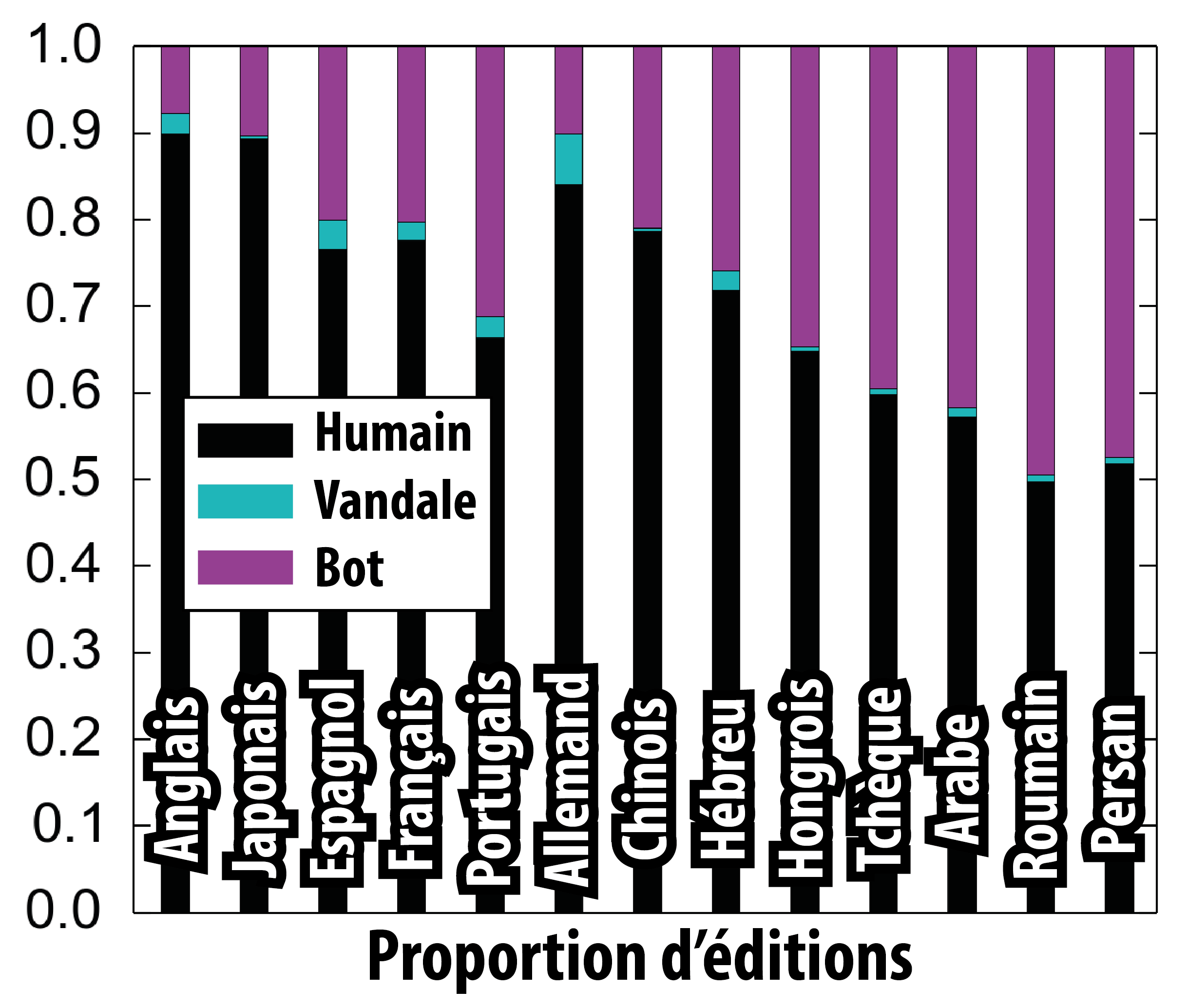
Proporción de ediciomes en Wikipedia (humanos, vándalos y bots)

Los bots de Wikipedia realizan tareas en Wikipedia. Un ejemplo destacado de ellos es Lsjbot, que generó millones de artículos en varias ediciones de Wikipedia como la cebuana o la sueca.

## Funciones
Los programas informáticos llamados bots a menudo se han utilizado para realizar tareas simples y repetitivas, como corregir errores ortográficos comunes y problemas de estilo, o para iniciar artículos como entradas sobre accidentes geográficos en un formato estándar a partir de datos estadísticos. En el caso del bot Lsjbot se generó controversia al crear un volumen de hasta 10 000 artículos por día en la Wikipedia sueca, muchos de ellos en formato de esbozo.
Además, existen bots diseñados para notificar automáticamente a los editores cuando cometen errores de edición comunes (como citas o paréntesis que no coinciden). Los bots antivandálicos como el PatruBOT están programados para detectar y revertir ediciones que sean errores o ediciones vandálicas, aunque en ocasiones los bots identifican como errores ediciones que no lo son, y tienen que ser revertidas otra vez por humanos. Los bots pueden indicar ediciones concretas de cuentas particulares o rangos de direcciones IP, como ocurrió en el caso del incidente del jet MH17 en julio de 2014 cuando se informó que las ediciones se realizaron a través de IP controladas por el gobierno ruso. Los bots en Wikipedia deben aprobarse antes de su activación.
Según Andrew Lih, la expansión actual de Wikipedia a millones de artículos sería difícil de imaginar sin el uso de este tipo de bots.

## Tipos de bots
Una forma de clasificar los bots es por las actividades que realizan:
- Creación de contenido, como por generación de procedimientos
- Corrección de errores, como por ejemplo, mediante la corrección de textos o de enlaces rotos
- Conector, como en el caso de los hipervínculos a contenido externo a Wikipedia
- Etiquetado de contenido mediante etiquetas
- Secretario, actualizando informes y tareas
- Archivado de discusiones o tareas resueltas
- Sistema de moderación contra spam o mala conducta
- Sistema de recomendación para guiar a los usuarios
- Notificaciones, como con tecnología push

## Enlaces
- Wikipedia: Bots
- Wikipedia: política de bots
- Elemento de Wikidata para Wikipedia: Bots, que enumera todas las páginas de proyectos de Wikipedia: Bots

- Datos: Q85815517